# Кольно
Ко́льно (пол. Kolno) — місто в північно-східній Польщі. Адміністративний центр Кольненського повіту Підляського воєводства.

## Демографія
Демографічна структура станом на 31 березня 2011 року:
|          | Загалом | Допрацездатний вік | Працездатний вік | Постпрацездатний вік |
| -------- | ------- | ------------------ | ---------------- | -------------------- |
| Чоловіки | 5256    | 998                | 3845             | 413                  |
| Жінки    | 5482    | 961                | 3519             | 1002                 |
| Разом    | 10738   | 1959               | 7364             | 1415                 |

## Відомі особистості
В поселенні народилась:
- Гертруда Бланш (1897—1996) — американська математикиня.